# José da Gama Carneiro e Sousa

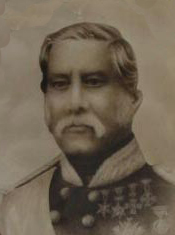
José de Gama Carneiro e Sousa.

José Manuel Inácio da Cunha Faro Menezes Portugal da Gama Carneiro e Sousa, 4e graaf van Lumiares (Lissabon, 12 januari 1788 - 24 oktober 1849) was een Portugees militair en politicus ten tijde van de monarchie. In 1836 was hij premier van Portugal.

## Levensloop
Lumiares vocht tijdens de Miguelistenoorlog aan de zijde van de liberalen en won het vertrouwen van koning Peter IV en zijn dochter Maria II. Na het einde van de oorlog en het begin van de heerschappij van Maria II vielen de liberalen uiteen in twee groepen: de conservatief-liberalen ("cartisten") en de links-liberalen ("setembristen"). Maria II stond het dichtst bij de cartisten en benoemde tussen 1834 en 1836 enkel cartistische regeringen. Het volk en de Nationale Garde waren voorstanders van de setembristen en dit leidde in 1836 tot de septemberrevolutie, waarbij de cartistische regering van António José Severim de Noronha ten val kwam en de koningin gedwongen werd om een setembristische regering te benoemen.
Lumiares werd begin september 1836 na de septemberrevolutie premier van Portugal. Hij was een compromiskandidaat, omdat de koningin de leider van de setembristen, Manuel da Silva Passos, inacceptabel vond als premier. Lumiares had echter geen politiek gewicht en zijn regering werd gedomineerd door Manuel da Silva Passos en Bernardo de Sá Nogueira de Figueiredo, een andere leider van de setembristen, die elk een ministerpost hadden in zijn regering. Bernardo de Sá Nogueira de Figueiredo werd meer en meer beschouwd als de echte premier van Portugal.
Zolang de koningin, die zich niet goed voelde bij deze situatie, zich sterk genoeg begon te voelen, probeerde ze terug om de cartisten aan de macht te brengen. Ze ontsloeg Lumiares na één maand regeren als premier, net als de rest van zijn regering. Dit leidde echter tot verzet van de Nationale Garde en na enkele dagen moest Maria II Bernardo de Sá Nogueira de Figueiredo, in tegenstelling tot Lumiares wel een overtuigd setembrist, benoemen tot premier. Zijn politieke rol was hiermee uitgespeeld.